# Остаповская
Остаповская — деревня в Прилузском районе республики Коми в составе сельского поселения Объячево.

## География
Находится у северной границы центра района села Объячево.

## История
Известна с 1725 года. В 1930 году отмечено 104 хозяйства и 559 жителей.

## Население
Постоянное население  составляло 270 человека (коми 80%) в 2002 году, 241 в 2010 .